# Olympische Sommerspiele 1960/Teilnehmer (Haiti)
| Gelbes Symbol für Goldmedaillen mit stilisierten Olympischen Ringen | Graues Symbol für Silbermedaillen mit stilisierten Olympischen Ringen | Braundes Symbol für Bronzemedaillen mit stilisierten Olympischen Ringen |
| ------------------------------------------------------------------- | --------------------------------------------------------------------- | ----------------------------------------------------------------------- |
| —                                                                   | —                                                                     | —                                                                       |

Haiti nahm an den Olympischen Sommerspielen 1960 in der italienischen Hauptstadt Rom mit einer Delegation von einem männlichen Sportler an einem Wettbewerb in einer Sportart teil.
Es war die vierte Teilnahme Haitis an Olympischen Sommerspielen. 

## Teilnehmer nach Sportarten

### Gewichtheben
| Athleten         | Wettbewerb          | Militärpresse | Reißen                | Stoßen  | Rang |
| Athleten         | Wettbewerb          | Gewicht       | Gewicht               | Gewicht | Rang |
| ---------------- | ------------------- | ------------- | --------------------- | ------- | ---- |
| Männer           |                     |               |                       |         |      |
| Philome Laguerre | Mittelschwergewicht | 137,5 kg      | kein gültiger Versuch | DNS     | DNF  |